# 스티븐 폴로즈

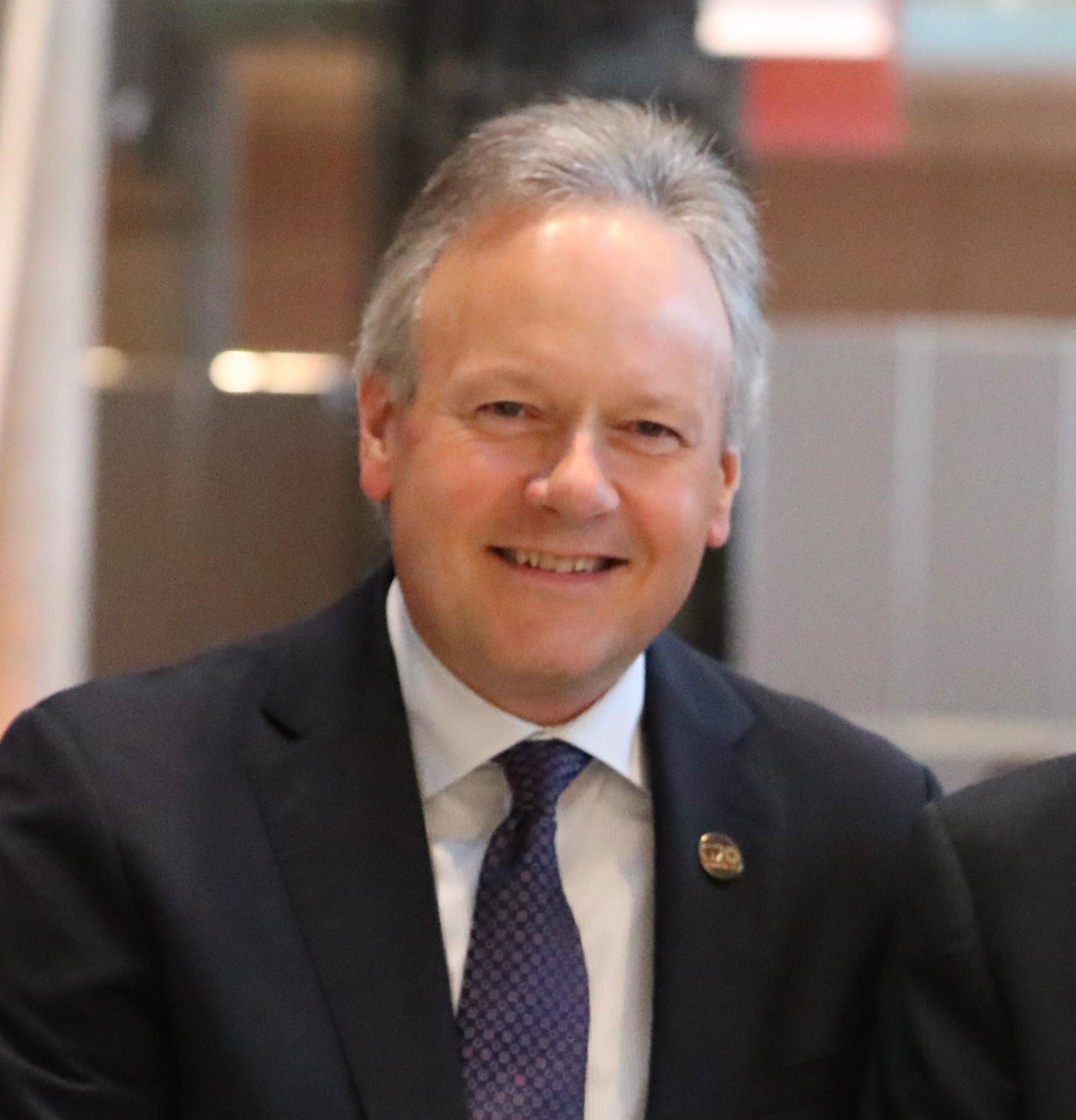

스티븐 폴로즈(영어: Stephen S. Poloz, 1955년 ~)는 캐나다의 은행가로, 캐나다 중앙은행의 제9대 총재이다. 그는 국제결제은행의 이사로도 재직하고 있다. 2017년 7월, 폴로즈는 캐나다 중앙은행의 금리를 0.75%로 높였는데, 이는 7년만에 캐나다에서 금리를 올린 것이었다. 그는 캐나다의 높은 가계 부채에 대해 염려하고 있으며, 중앙은행의 금리 인상 또는 인하 정책에 따라 각 가계가 어떻게 반응하는지 모니터링하고 있다.